# La baccante
La baccante (La Bacchante) è un quadro dipinto da Gustave Courbet tra il 1844 e il 1847.

## Storia
Nel 1914, il quadro fece parte delle opere messe all'asta dalla casa Frédéric Muller et Cie di Amsterdam. Fino al 1968 si trovava nella collezione Van Nierop. In seguito divenne di proprietà della galleria Lefevre di Londra, per poi essere acquistato dal dottor Gustav Rau che, dopo aver creato una fondazione a Colonia che porta il suo nome, vi fece depositare il quadro, tra le altre opere.
Nel 2011, una mostra organizzata al museo Courbet sottolineò i legami tra lo scultore Auguste Clésinger e Courbet, che in effetti erano molto amici, e soprattutto tra la Donna morsa da un serpente (1847), un'opera marmorea del primo, e, tra le altre, La baccante, tela del secondo.

## Descrizione e analisi
Una donna nuda, distesa, sembra dormire in mezzo a stoffe e oggetti. Il titolo della tela si riferisce, per analogia, alle Baccanti della mitologia greco-romana e agli archetipi delle composizioni dipinte o scolpite che emersero a partire dall'epoca rinascimentale in Occidente.
Si tratta di una delle opere più antiche di Courbet, ancora influenzato dai grandi maestri della pittura e dal genere del nudo, il quale avrebbe costituito una parte importante della sua opera. Attraverso la posa lasciva della modella egli cita certi nudi del Rinascimento e in particolare il Correggio e il suo quadro intitolato Venere e Cupido spiati da un satiro. Il corpo della donna è dipinto in maniera molto realistica, preannunciando le opere che avrebbero reso famoso il pittore francese. Un altro nudo curbettiano sembra databile a questo periodo, la Bagnante addormentata presso un ruscello (Detroit Institute of Arts).